# 山本信明
山本 信明（やまもと のぶあき、1941年5月 - ）は新潟県北蒲原郡出身の日本の柔道家。

## 人物
水原高校から東洋大学へ進学すると、釣込腰と大内刈のコンビネーションを武器に全日本学生柔道優勝大会などで活躍した。
卒業後は海外雄飛を夢見て、1970年にポルトガルへ旅立つと、さらにはヨーロッパやアフリカ各地でも柔道指導を行うようになった。1971年にユーゴスラビアのベオグラードに立ち寄った際にはレスリングのユーゴスラビアジュニア王者だったラドミール・コバセビッチを見出して柔道への転向を勧めると、コバセビッチは柔道選手となり、東海大学へ留学することになった。1973年にエジプトのアレクサンドリアで柔道指導を行った際には、YMCAでバスケットボールに取り組んでいたモハメド・ラシュワンを見出して柔道を勧めると、ラシュワンは柔道を始めた。山本はラシュワンに惚れ込んだことから、エジプトにとどまってラシュワンの指導を続けた。ラシュワンが実力を付けてくると、来日させて学生や警察官、実業団で稽古を何度も行わせたが、ほとんど太刀打ちできなかった。それでも1984年5月に講道館の春季紅白試合初段の部で12人を抜く実力を示して注目を受け始めた。さらに8月のロサンゼルスオリンピックでは無差別で決勝まで進み、世界チャンピオンの山下泰裕に敗れたものの、銀メダルを獲得するまでになった。この試合では山下のケガをした右足を攻めずに戦ったとしてユネスコからフェアプレー賞まで授与された。しかし山下によれば、ラシュワンは一分間攻めずに我慢して山下の焦りを引き出せとの山本の指示を顧みずに、はやる気持ちを抑えきれず試合開始早々に山下の肉離れした右足を払腰で攻めた。この件に関して山下は、右足を攻めてきたことも含めて何ら遠慮せず普段通り正々堂々と向かってきたことこそがフェアプレーに値するとの解釈を示した。一方でラシュワンによれば、普段は左の払腰でフェイントを掛けてから得意の右払腰を仕掛けるが、今回は山下の負傷した右足を考慮して、得意ではない右からの払腰でフェイントを掛けてから左払腰を仕掛けたところ、山下に透かされて寝技に持ち込まれたと語っている。その後、ラシュワンは世界選手権でも2度2位になるなどの活躍を果たした。エジプト政府はラシュワンを世界的選手に育て上げた山本の指導者としての手腕を高く評価して、山本に国民栄誉賞を授与した。山本は20年以上に及ぶ海外指導で30ヶ国以上を訪れて、延べ数千人を指導する経緯で6ヶ国語を身に付けたという。日本へ帰国後は日本柔道界きっての海外通と評価されて、全柔連の事務局長に就任することにもなった。